# Centullo IV di Béarn
Centullo IV di Béarn, detto il Vecchio (in francese: Centulle IV, le Vieux, in spagnolo Céntulo IV, el Viejo, in catalano Cèntul IV, el Vell, e occitano Centolh IV; 985 circa – 1058), fu visconte di Béarn, dal 1012 alla sua morte.

## Origine
Centullo, secondo la La Vasconie. Tables Généalogiques, era figlio del Visconte di Béarn, Gastone II, e della moglie di cui non si conoscono né il nome né gli ascendenti.

Gastone II di Béarn, ancora secondo la La Vasconie. Tables Généalogiques, era figlio del Visconte di Béarn, Centullo III, e della moglie di cui non si conoscono né il nome né gli ascendenti.

## Biografia
Sia la La Vasconie. Tables Généalogiques, che la Incorporación del vizcondado de Olorón, riportano che suo padre, Gastone II, morì prima del 1022.

Centullo succedette al padre, Gastone II, come Centullo IV.
Si adoperò per mantenere buoni i rapporti con la Chiesa cattolica e nel 1022, Centullo (Centullus Gastonis vicecomes Bearnensis) assieme al Duca di Guascogna, Sancho VI (Sancius praeordinatione Dei, totius Gasconniæ princeps et dux), fondò l'abbazia di Saint-Pé-de-Geyres, ai confini fra il Béarn ed il Bigorre, come confermato dal documento n° IX de La Vasconie. Première partie.

E, nel novembre 1028, Centullo (Centuli Gastoni) controfirmò il documento del duca Sancho VI (Comes Sancio) di conferma della fondazione, avvenuta nel 988, dell'abbazia, da parte del duca di Guascogna, Guglielmo I, come da documento n° VI (Les chartes de Saint-Sever), anno 988.

Infine, in una data incerta, Centullo (Centullus de Bearnt) controfirmò una donazione fatta, sempre dal duca Sancho VI (Santius, hu[j]us civitatis Dei gratia comes) alla collégiale Saint-Seurin de Bordeaux, come da documento n° IX del Cartulaire de l'église collégiale Saint-Seurin de Bordeaux.
Nel 1033, Centullo controfirmò l'atto di presa di possesso della contea di Bordeaux, da parte del Duca di Guascogna, Oddone II.
Accrebbe la potenza del Béarn incorporando, nel 1045, suo territorio la vicina viscontea d'Oloron, che dopo la morte del suocero, il visconte Aner II Loup, era stata ereditata dal fratellastro della moglie, Loup Aner, figlio illegittimo di Aner II.
Associò al trono il figlio Gastone, che tuttavia gli premorì.
Durante il suo governo, Centullo, in gioventù fu al seguito del re di Pamplona, conte d'Aragona e conte di Castiglia, Sancho Garcés detto il Grande, nelle sue guerre contro al Andalus ed in seguito cercò di ridurre la sua dipendenza dal ducato di Guascogna.

Combatté i vicini visconti di Dax e di Soule, e fece uccidere il visconte di Dax, Arnaud II, nel 1050.
Centullo IV morì, nel 1058, durante un'imboscata tesagli dalle truppe di Soule, e gli succedette il nipote Centullo V, già associato, nel governo della viscontea. La morte di Centullo IV viene riportata anche dagli Ex acti santorum et illustrium virorum gestis, in cui viene ricordato come padre di Gastone (patris Gastoni).

## Matrimonio e discendenza
Centullo IV il Vecchio, ancora secondo la La Vasconie. Première partie, nel 1005 circa aveva sposato Angela d'Oloron, figlia ed erede del visconte d'Oloron, Aner II Loup; Angela, dopo la morte del marito, fece dono del paese d'Aubin alla chiesa di Santa Maria di Lescar.

Centullo da Angela d'Oloron ebbe tre figli:
- Gastone († 1054), associato alla guida della viscontea[2][14]
- Raimondo Centullo († dopo il 1055)[11]
- Auriol Centullo († 1070 circa), signore di Clarac, Igon, Baudreix, Boeil e Auga[11].

### Fonti primarie
- (LA)  Cartulaire de l'église collégiale Saint-Seurin de Bordeaux.
- (LA)  Recueil des historiens des Gaules et de la France. Tome 14.

### Letteratura storiografica
- (FR)  LA VASCONIE.
- (FR)  Histoire de la Gascogne depuis les temps les plus reculés jusqu'à nos jours. Tome 1.
- (CA)  Gran enciclopèdia catalana.
- (FR) Pierre Tucoo-Chala, Quand l'Islam était aux portes des Pyrénées, J&D Editions, Biarritz, 1994, ISBN 2-84127-022-X.